# Галичник
Га̀личник (на македонска литературна норма: Галичник) е село в западната част на Северна Македония, община Маврово и Ростуше. Селото е архитектурен резерват и на практика е без жители. Галичник заедно с Лазарополе традиционно е един от мияшките центрове. Селото е известно с обичая Галичка сватба.

## География
Селото е разположено в областта Река на Галичката река в западните склонове на планината Бистра, над каньона на река Радика на надморска височина от 1270 до 1450 метра. До Галичник може да се стигне по 21-километров асфалтов път през Бистра от Мавровското езеро, по 1-километров черен път от Росоки или по пътека от село Янче, разположено край Радика. На 10 километра от Галичник е Бигорският манастир „Свети Йоан“.

## История

### В Османската империя
Според местни легенди, отразени в доклад на Сребрен Поппетров от 1916 година, галичани са се преселили от Солунско, района на река Галик, през Средновековието.
За пръв път селото се споменава през XIV век. В османо-турски документи от втората половина на XV век Галичник е посочено като дервентджийско село, състоящо се от 9 домакинства.
Църквата „Света Петка“ е от 1807 година. В края на XIX век Галичник е голяма българска паланка, като жителите ѝ се занимават със зидарство и животновъдство – предимно отглеждане на овце. В „Етнография на вилаетите Адрианопол, Монастир и Салоника“, издадена в Константинопол в 1878 година и отразяваща статистиката на населението от 1873 година, Галешник (Galechnik) е посочено като село с 500 домакинства с 1482 жители българи.
В 1876 година жителите на Галичник активно се включват в борбата срещу гръцкия владика Антим Дебърски. Един от лидерите на българското движение Кузман Макриев е временно затворен от властите.
В края на XIX век в Галичник се установяват агенти на сръбската пропаганда, за известно време функционира и сръбско училище. В 1892 година двама местни сърбомани подпалват българското училище в селото, за което са наградени с голяма сума от сръбската държава. В 1897 година галичани с големи усилия и въпреки трудностите, създавани от сърбоманите в паланката, успяват да издействат султански ферман за построяване на третокласно българско училище в Галичник. На 11 май 1898 година е извършено освещаване на основите на българското училище, на което Кузман Макриев държи реч, в която казва: „Да възкръсне Бог и да разточат ся врази его. Тако да погибнет гърците и сърбите от лица Божия, а българите да возвеселят ся. Работете, ратници, имайте кураж и във всичко ще успеете“. През 1900 година училището е завършено и на него е поставена мраморна плоча с надпис „Емиру Ферман хазрети падишахъмъс султан Абдул Хамид Хан II. Българско третокласно училище „Св. Кирил и Методий“.
Според статистиката на Васил Кънчов („Македония. Етнография и статистика“) от 1900 г. селото е населявано от 3300 жители, всички българи.
На Етнографската карта на Битолския вилает на Картографския институт в София от 1901 година Галичник е чисто българско село в Реканската каза на Дебърския санджак с 605 къщи.
В началото на XX век цялото село е под върховенството на Българската екзархия. По данни на секретаря на екзархията Димитър Мишев („La Macédoine et sa Population Chrétienne“) в 1905 година в Галичник има 4840 българи екзархисти и в селото функционира българско училище. Според митрополит Поликарп Дебърски и Велешки обаче в 1904 година в Галичник има 23 сръбски къщи.
- Писмо от Шопов до княжеския дипломатически агент в Цариград Иван Ст. Гешов, с приложени заплашителни телеграма и писма от прочутите дебърски разбойници Хасан Калош и Тахир Тола, изпратени до българите в Галичник, 6 март 1903 г.

- Писмо до екзарх Йосиф I Български от енориарши от село Галичник, 1893 година

На 4 май 1909 година председателят на българската община в Галичник, отец Амвросий е убит от агент на сръбската пропаганда.
Според статистика на вестник „Дебърски глас“ в 1911 година в Галичник има 560 български екзархийски и 20 патриаршистки къщи (от 1892 г.). В селото работи сръбско училище с 1 учител, 1 учителка и 22 ученици.
При избухването на Балканската война в 1912 година 142 души от Галичник са доброволци в Македоно-одринското опълчение.
Над 17 души родом от Галичник, в редиците на българската армия, загиват на фронта във войните за национално обединение на България.

### В Сърбия и Югославия
След Междусъюзническата война в 1913 година селото попада в Кралство Сърбия.
На етническата си карта на Северозападна Македония в 1929 година Афанасий Селишчев отбелязва Галичник като българско село.
Както и другите села в Мала Река, Галичник е център на непрестанна миграция през XIX и ХХ век. В края на XIX век, до 1918 от Галичник се изселват 197 семейства. По-голямата част от тях се заселват в България (70 семейства), а останалите – в Скопие (38 семейства), Румъния (12 семейства), Белград (10 семейства), Египет (8 семейства) и другаде. Традиционни занаяти на по-голямата част от изселниците са млекарството и строителството.
По време на Втората световна война, когато районът е под италианска и албанска окупация, значителна част от галичани се преселват в зоната, администрирана от български власти. В края на 1944 в село Породин е убит без съд и присъда от партизаните местният жител с българско самосъзнание Чицко Андонов. През втората половина на ХХ век продължават процесите на изселване на местните жители. Според преброяването от 2002 година селото има 3 жители северномакедонци.
| Националност     | Всичко |
| северномакедонци | 3      |
| албанци          | 0      |
| турци            | 0      |
| роми             | 0      |
| власи            | 0      |
| сърби            | 0      |
| бошняци          | 0      |
| други            | 0      |

## Личности
Галичник е един от основните центрове на Дебърската художествена школа – от Галичник е големият български зографски род Фръчковци и много други строители, резбари и зографи, сред които видно място заема Макрий Негриев. Партений Зографски е видна фигура на българското църковно движение по време на Възраждането, дойрански епископ и книжовник. В Галичник е роден строителят, революционерът и ранен македонист Георги Пулевски. От Галичник е и видният български индустриалец Аврам Чальовски, известният югославски художник Лазар Личеноски и други.

## Други
На Галичник е наречена улица в София (Карта).